# Françoise Taylor
Pour les articles homonymes, voir Taylor.
Françoise Taylor (née Wauters le 1er janvier 1920 et morte le 24 janvier 2007) est une artiste belge.

## Biographie
Elle naît en 1920 à Liège.
Elle étudie l'art à l'Académie royale des beaux-arts de Bruxelles et réalise son troisième cycle à l'École nationale supérieure d'architecture et d'arts décoratifs de Bruxelles. Lors de son premier cycle, Françoise excelle et remporte le Premier prix de dessin dans trois des quatre années. À l'École nationale supérieure d'architecture et d'arts décoratifs de La Cambre, elle se spécialise en gravure, illustration du livre et typographie. Elle obtient son diplôme avec la plus haute distinction. Son tuteur à La Cambre est Joris Minne. Le diplôme la conduit à une subvention pour une période de deux ans afin de produire un portefeuille de dessins et de gravures. Pour cela, Françoise Wauters reçoit le diplôme de master en illustration du livre. Cette période d'étude inclus la Seconde Guerre mondiale ans (1939 - 1945) au cours de laquelle les forces allemandes occupent une grande partie de la ville de Bruxelles. 
Son expérience de la vie tout au long de l'Occupation allemande est reflétée dans sa série de gravures Pointes sèches sur la guerre. Ces gravures représentent la vie au jour le jour à Bruxelles pendant les années de guerre, ainsi que les déportations et les bombardements alliés. Ces gravures sont maintenant partie de la collection permanente de la Whitworth Art Gallery, Manchester.[réf. nécessaire]
Depuis le début de son œuvre, Françoise Wauters, est influencée par la littérature. Elle produit des gravures inspirées des œuvres de Kafka, Dostoievski, Conrad et réalise également des illustrations pour Alice au pays des merveilles (Carroll), La Complainte du vieux marin (Coleridge) et Le Morte d'Arthur (Malory).
Beaucoup de ses illustrations pour des œuvres de la littérature anglaise ont été produites avant qu'elle ne s'installe en Angleterre et qu'elle puisse s'exprimer en anglais.
Françoise déménage en Angleterre en 1946 à la suite de son mariage avec Kenneth Taylor. Elle vit à Oxford pendant 2 ans, période pendant laquelle elle achève son travail commencé en Belgique et illustre le livre L'Oxfordshire de Reginald Turnor. Elle déménage ensuite à Bolton dans le Nord de l'Angleterre, où elle vit le reste de sa vie. Durant les années 1950, elle produit une collection de dessins et d'aquarelles inspirées par sa vie dans les pays industrialisés du Nord. Cette collection d’œuvres fournit des archives picturales uniques des bâtiments, des parcs et de la vie dans le Nord de l'Angleterre tout au long de cette période. En 1966, Scène de rue, Bolton, fait partie de la Longue collection de la Whitworth Art Gallery de Manchester. La peinture The Crescent fait partie de la collection du Bolton Museum . Une partie de son travail de cette période se réfère à « la ligne et au lavis qui sont remarquables par leur poésie et leurs qualités décoratives » (Anthony Tucker, The Guardian).
Françoise Taylor continue à travailler en tant qu'artiste jusque dans les années 1990. Elle organise des expositions à Bruxelles, à Liège, à Manchester, à Salford et à Bolton. Ses œuvres sont exposées à Londres, Paris et d'autres villes. Ses gravures sont pour la plupart conservées dans la collection permanente du Cabinet des Estampes de la bibliothèque royale de Belgique et plusieurs dans le Cabinet des Estampes à Paris.[réf. nécessaire]